# الیزابت شپرد
الیزابت شپرد (انگلیسی: Elizabeth Shepherd؛ زادهٔ ۱۲ اوت ۱۹۳۶) هنرپیشه اهل بریتانیا است.
از فیلم‌هایی که در آن نقش داشته می‌توان به گور لیژیا، کلئوپاتراها و قایق‌های جهنمی اشاره کرد.